# Тухурен-Нур
Тухурен-Нур (бур. Түхэреэн нуур — круглое озеро) — озеро в центральной части Восточного Саяна в Окинском районе Бурятии.
Название образовано от бурятского түхэреэн — «круглый» и нуур — «озеро».
Располагается в верховьях долины реки Барун-Хадарус. Абсолютная высота над уровнем моря — 1999 метров.
Имеет округлую каплевидную форму, слегка вытянуто в юго-западном направлении. Площадь озера по одним данным 0,8 км², по другим — 0,38 км²; площадь водосборного бассейна — 13,3 км². Максимальная глубина водоёма — 8 метров. Озеро проточное, через него протекает река Барун-Хадарус.
Участок долины реки Барун-Хадарус, в котором расположено озеро, представляет собой трог, в трёх километрах ниже озера расположен ледниковый цирк. Озеро имеет моренно-подпрудное (гляциально-нивальное) происхождение. Его плотиной служит пологосклонный дугообразный вал находящейся здесь конечной морены, морфологически выраженный довольно слабо. Западная часть котловины Тухурен-Нура почти полностью образована коренными породами, другие участки дна озера покрыты рыхлыми отложениями — озёрными илами. Илы озера в значительной степени состоят из остатков диатомовых водорослей, ниже расположены голубые ледниковые глины, в которых имеются прослои дресвяно-щебнистого материала. По оценкам исследователей, 13 тысяч лет назад в этом месте в долине реки Барун-Хадарус находился ледник.
В настоящее время озеро и протекающая через него река Барун-Хадарус относятся к бассейну реки Сенца, однако ранее верховья долины Барун-Хадаруса, включая участок, где сейчас находится Тухурен-Нур, входили в долинную систему реки Жомболок. В позднем плейстоцене в результате гляциального морфогенеза во время похолодания при движении ледников по речным долинам произошёл перехват русла Барун-Хадаруса долиной Сенцы.
В озере обитает рыба, в частности, чёрный байкальский хариус.